# Lindenbergfriedhof

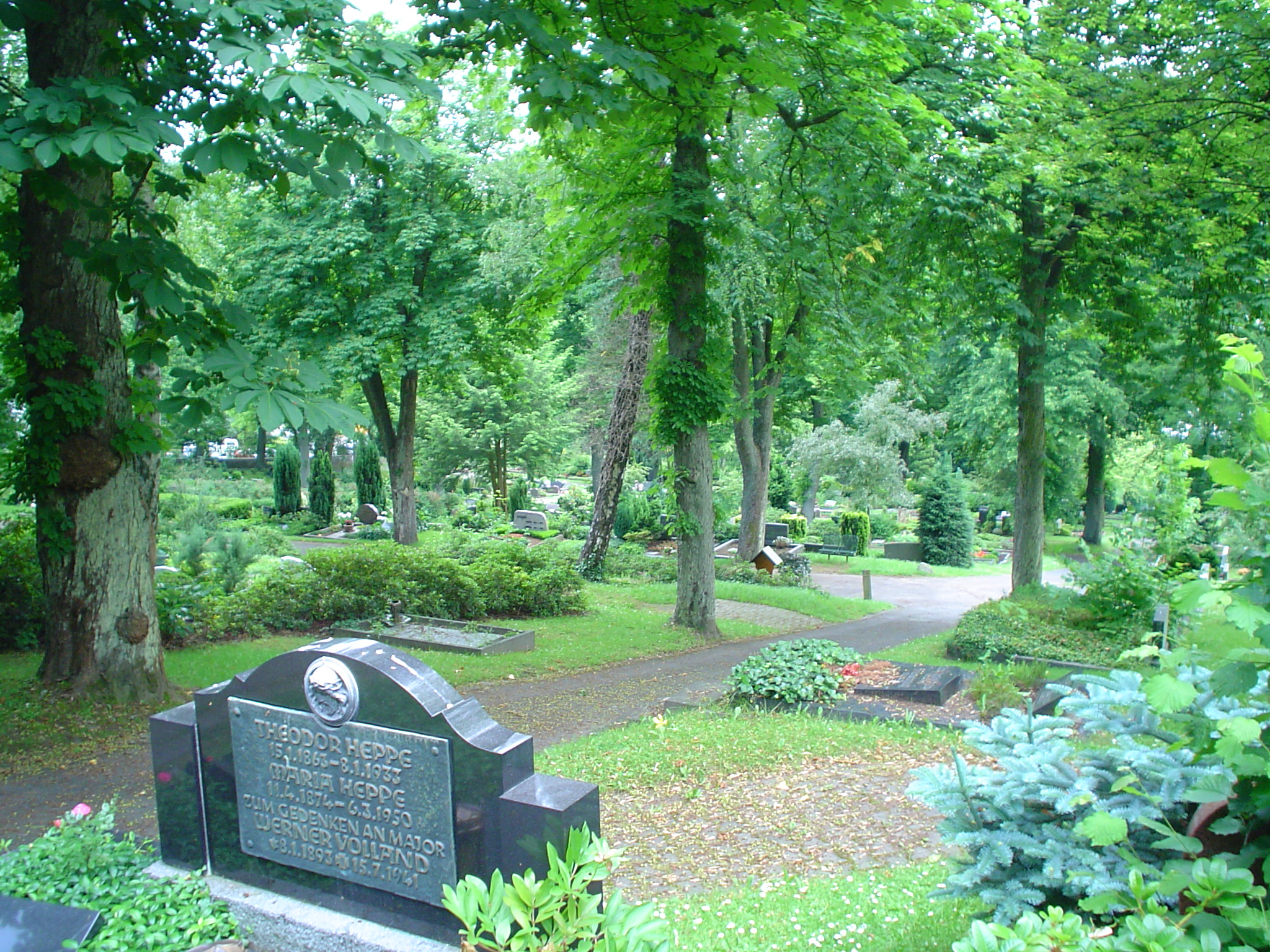
Lindenbergfriedhof, Übersicht

Der Lindenbergfriedhof ist der größte Friedhof im Stadtgebiet von Siegen. Er befindet sich auf dem Lindenberg, im Osten des Stadtgebiets. Im Jahre 1857 gegründet, hat er eine Fläche von 204.000 m² mit 17.900 Gräbern. Pro Jahr finden etwa 380 Bestattungen statt.
Von vielen Plätzen der Stadt Siegen ist die neue Friedhofshalle mit ihrem typischen spitzen Schieferdach zu sehen, die kurz nach dem Bau am 7. Mai 2002 abbrannte und erneut errichtet werden musste.
1996 wurden muslimische Grabfelder eingerichtet, 2003 ein Gräberfeld mit Gedenkstein für Fehl- und Totgeburten unter 500 Gramm. An anderer Stelle sind anonyme Bestattungen möglich.
2005 wurde neben dem Friedhof ein Krematorium fertiggestellt. Damit ist die Feuerbestattung in Siegen möglich geworden. Zum Gebäude zählt ein Trauer- und Abschiedsraum sowie ein Begegnungsraum. Der Bau war zunächst umstritten, erwartete Umweltbelastungen sind nach dem Bau allerdings nicht eingetreten.
Ganz oben befindet sich der jüdische Friedhof, auf dem von 1871 bis 1914 rund 60 Menschen bestattet wurden. In der Mitte des Lindenbergfriedhofes liegt der sogenannte Gruftenweg mit großzügig gestalteten Grabstätten, die teilweise noch aus dem 19. Jahrhundert stammen. Dieser Teil sowie der jüdische Friedhof stehen unter Denkmalschutz.
Die Anlagen erstrecken sich über einen Großteil der steilen Hänge des gleichnamigen Berges, die Siegen zugewandt sind. Von den oberen Wegen besteht eine exzellente Aussicht auf die Innenstadt, das Obere Schloss und die Nikolaikirche, mit dem Wahrzeichen Siegens, dem Krönchen.

## Galerie

Lindenbergfriedhof, Grabfeld Fehl- und Totgeburten
Lindenbergfriedhof, Jüdischer Friedhof
Lindenbergfriedhof, Gruftenweg